# Агіла-да-Сагарра
Агіла́-да-Сага́рра (кат. Aguilar de Segarra) — муніципалітет, розташований в Автономній області Каталонія, в Іспанії. Код муніципалітету за номенклатурою Інституту статистики Каталонії — 80023. Знаходиться у районі (кумарці) Бажас (коди району — 07 та BG) провінції Барселона, згідно з новою адміністративною реформою перебуватиме у складі Баґарії (округи) Центральна Каталонія. 

## Населення
Населення міста (у 2007 р.) становить 252 особи (з них менше 14 років — 13,9%, від 15 до 64 — 63,5%, понад 65 років — 22,6%). У 2006 р. народжуваність склала 0 осіб, смертність — 2 особи, зареєстровано 0 шлюбів. У 2001 р. активне населення становило 93 особи, з них безробітних — 3 особи.
Серед осіб, які проживали на території міста у 2001 р., 210 народилися в Каталонії (з них 163 особи у тому самому районі, або кумарці), 7 осіб приїхало з інших областей Іспанії, а 3 особи приїхали з-за кордону. 
Університетську освіту має 10,3% усього населення. 
У 2001 р. нараховувалося 74 домогосподарства (з них 23% складалися з однієї особи, 25,7% з двох осіб,17,6% з 3 осіб, 14,9% з 4 осіб, 10,8% з 5 осіб, 2,7% з 6 осіб, 2,7% з 7 осіб, 2,7% з 8 осіб і 0% з 9 і більше осіб).
Активне населення міста у 2001 р. працювало у таких сферах діяльності : у сільському господарстві — 25,6%, у промисловості — 17,8%, на будівництві — 17,8% і у сфері обслуговування — 38,9%. 
У муніципалітеті або у власному районі (кумарці) працює 45 осіб, поза районом — 50 осіб.
Безробіття
У 2007 р. нараховувалося 1 безробітний (у 2006 р. — 5 безробітних), з них чоловіки становили 0%, а жінки — 100%.

## Економіка

### Підприємства міста

#### Промислові підприємства
| \| Промислові підприємства міста, за сферою діяльності \| Промислові підприємства міста, за сферою діяльності \| Промислові підприємства міста, за сферою діяльності \| \| Рік \| 2002 р. \| 2001 р. \| \| --------------------------------------------------- \| --------------------------------------------------- \| --------------------------------------------------- \| \| Енергетичні та водні ресурси \| 0% \| 0% \| \| Хімія та метали \| 0% \| 0% \| \| Переробка металів \| 100% \| 100% \| \| Продукти харчування \| 0% \| 0% \| \| Текстиль \| 0% \| 0% \| \| Виробництво меблів, видання \| 0% \| 0% \| \| Інше \| 0% \| 0% \| \| Усього підприємств \| 2 \| 2 \| |         |         |
| Промислові підприємства міста, за сферою діяльності |         |         |
| Рік | 2002 р. | 2001 р. |
| Енергетичні та водні ресурси | 0%      | 0%      |
| Хімія та метали | 0%      | 0%      |
| Переробка металів | 100%    | 100%    |
| Продукти харчування | 0%      | 0%      |
| Текстиль | 0%      | 0%      |
| Виробництво меблів, видання | 0%      | 0%      |
| Інше | 0%      | 0%      |
| Усього підприємств | 2       | 2       |

#### Роздрібна торгівля
| \| Підприємства роздрібної торгівлі міста, за сферою діяльності \| Підприємства роздрібної торгівлі міста, за сферою діяльності \| Підприємства роздрібної торгівлі міста, за сферою діяльності \| \| Рік \| 2002 р. \| 2001 р. \| \| ------------------------------------------------------------ \| ------------------------------------------------------------ \| ------------------------------------------------------------ \| \| Продукти харчування \| 50% \| 50% \| \| Одяг та взуття \| 0% \| 0% \| \| Товари для дому \| 0% \| 0% \| \| Книги та періодичні видання \| 0% \| 0% \| \| Промислова хімічна продукція \| 0% \| 0% \| \| Продукція, пов'язана з транспортними засобами \| 50% \| 50% \| \| Інше \| 0% \| 0% \| \| Усього підприємств \| 2 \| 2 \| |         |         |
| Підприємства роздрібної торгівлі міста, за сферою діяльності |         |         |
| Рік | 2002 р. | 2001 р. |
| Продукти харчування | 50%     | 50%     |
| Одяг та взуття | 0%      | 0%      |
| Товари для дому | 0%      | 0%      |
| Книги та періодичні видання | 0%      | 0%      |
| Промислова хімічна продукція | 0%      | 0%      |
| Продукція, пов'язана з транспортними засобами | 50%     | 50%     |
| Інше | 0%      | 0%      |
| Усього підприємств | 2       | 2       |

#### Сфера послуг
| \| Підприємства міста, що працюють у сфері послуг, за діяльністю \| Підприємства міста, що працюють у сфері послуг, за діяльністю \| Підприємства міста, що працюють у сфері послуг, за діяльністю \| \| Рік \| 2002 р. \| 2001 р. \| \| ------------------------------------------------------------- \| ------------------------------------------------------------- \| ------------------------------------------------------------- \| \| Гуртова торгівля \| 26,3% \| 26,3% \| \| Готелі та готельний бізнес \| 10,5% \| 5,3% \| \| Транспорт та зв'язок \| 10,5% \| 10,5% \| \| Посередницькі фінансові послуги \| 0% \| 0% \| \| Послуги підприємствам \| 0% \| 0% \| \| Послуги фізичним особам \| 26,3% \| 31,6% \| \| Нерухомість та ін. \| 26,3% \| 26,3% \| \| Усього підприємств \| 19 \| 19 \| |         |         |
| Підприємства міста, що працюють у сфері послуг, за діяльністю |         |         |
| Рік | 2002 р. | 2001 р. |
| Гуртова торгівля | 26,3%   | 26,3%   |
| Готелі та готельний бізнес | 10,5%   | 5,3%    |
| Транспорт та зв'язок | 10,5%   | 10,5%   |
| Посередницькі фінансові послуги | 0%      | 0%      |
| Послуги підприємствам | 0%      | 0%      |
| Послуги фізичним особам | 26,3%   | 31,6%   |
| Нерухомість та ін. | 26,3%   | 26,3%   |
| Усього підприємств | 19      | 19      |

## Житловий фонд
У 2001 р. 2,7% усіх родин (домогосподарств) мали житло метражем до 59 м², 18,9% — від 60 до 89 м², 33,8% — від 90 до 119 м² і 44,6% — понад 120 м².
З усіх будівель у 2001 р. 57,3% було одноповерховими, 37,8% — двоповерховими, 4,9% — триповерховими, 0% — чотириповерховими, 0% — п'ятиповерховими, 0% — шестиповерховими, 0% — семиповерховими, 0% — з вісьмома та більше поверхами.

## Автопарк
| \| Автомобілі, зареєстровані у місті, за призначенням \| Автомобілі, зареєстровані у місті, за призначенням \| Автомобілі, зареєстровані у місті, за призначенням \| \| Рік \| 2006 р. \| 2005 р. \| \| -------------------------------------------------- \| -------------------------------------------------- \| -------------------------------------------------- \| \| Приватні автомобілі \| 77% \| 78% \| \| Мотоцикли \| 0,1% \| 0,1% \| \| Вантажівки \| 22,4% \| 21,5% \| \| Трактори \| 0,1% \| 0,2% \| \| Автобуси та ін. \| 0,3% \| 0,3% \| \| Усього автомобілів \| 26.235 шт. \| 36.442 шт. \| |            |            |
| Автомобілі, зареєстровані у місті, за призначенням |            |            |
| Рік | 2006 р.    | 2005 р.    |
| Приватні автомобілі | 77%        | 78%        |
| Мотоцикли | 0,1%       | 0,1%       |
| Вантажівки | 22,4%      | 21,5%      |
| Трактори | 0,1%       | 0,2%       |
| Автобуси та ін. | 0,3%       | 0,3%       |
| Усього автомобілів | 26.235 шт. | 36.442 шт. |

## Вживання каталанської мови
У 2001 р. каталанську мову у місті розуміли 99,5% усього населення (у 1996 р. — 100%), вміли говорити нею 93,5% (у 1996 р. — 
95,6%), вміли читати 90,2% (у 1996 р. — 90,6%), вміли писати 66
% (у 1996 р. — 40,4%). Не розуміли каталанської мови 0,5%.

## Політичні уподобання
У виборах до Парламенту Каталонії у 2006 р. взяло участь 130 осіб (у 2003 р. — 126 осіб). Голоси за політичні сили розподілилися таким чином:
| \| Вибори до Парламенту Каталонії \| Вибори до Парламенту Каталонії \| Вибори до Парламенту Каталонії \| \| Рік \| 2006 р. \| 2003 р. \| \| -------------------------------------- \| ------------------------------ \| ------------------------------ \| \| Конвергенція та Єднання (CiU) \| 54,6% \| 57,9% \| \| Соціалістична партія Каталонії (PSC) \| 10,8% \| 7,1% \| \| Народна партія (PP) \| 6,9% \| 4,8% \| \| Ініціатива за зелену Каталонію (IC) \| 9,2% \| 9,5% \| \| Республіканська лівиця Каталонії (ERC) \| 14,6% \| 17,5% \| \| Громадянська партія (C's) \| 0% \| 0% \| \| Інші \| 3,8% \| 3,2% \| |         |         |
| Вибори до Парламенту Каталонії |         |         |
| Рік | 2006 р. | 2003 р. |
| Конвергенція та Єднання (CiU) | 54,6%   | 57,9%   |
| Соціалістична партія Каталонії (PSC) | 10,8%   | 7,1%    |
| Народна партія (PP) | 6,9%    | 4,8%    |
| Ініціатива за зелену Каталонію (IC) | 9,2%    | 9,5%    |
| Республіканська лівиця Каталонії (ERC) | 14,6%   | 17,5%   |
| Громадянська партія (C's) | 0%      | 0%      |
| Інші | 3,8%    | 3,2%    |